# Isabelia violacea
Isabelia violacea é uma espécie de planta do gênero Isabelia e da família Orchidaceae.  
Inicialmente descrita em Sophronitis, Isabelia violacea era anteriormente incluída no gênero Sophronitella, até que estudos moleculares demostraram sua afinidade em Isabelia. Ocorre em todos os estados do Sul e Sudeste do Brasil, e ainda em Goiás, e na Bahia (na Bahia as formas são geralmente cleistógamas e apenas em áreas montanas esparsas). Separa-se das outras duas espécies pela folha linear ao invés de acicular, e bainhas paleáceas envolvendo os pseudobulbos, além da flor proporcionalmente bem maior e magenta escuro.  

## Taxonomia
A espécie foi descrita em 2001 por Cássio van den Berg e Mark W. Chase. 
Os seguintes sinônimos já foram catalogados:  
- Sophronitis violacea  Lindl.
- Sophronitis violacea alba  Barb.Rodr.
- Sophronia violacea  (Lindl.) Kuntze
- Sophronitella violacea  (Lindl.) Schltr.

## Forma de vida
É uma espécie epífita, rupícola e herbácea. 

## Descrição
| Folha                     | Folha                                          |
| ------------------------- | ---------------------------------------------- |
| forma da folha            | linear lanceolada                              |
| número                    | 1                                              |
| Inflorescência            |                                                |
| número de flor            | 1/2                                            |
| Flor                      |                                                |
| cor das pétalas e sépalas | rosa/magenta                                   |
| cor do labelo             | rosa escuro ou magenta                         |
| labelo                    | fundido somente na base da coluna sem nectário |

## Conservação
A espécie faz parte da Lista Vermelha das espécies ameaçadas do estado do Espírito Santo, no sudeste do Brasil. A lista foi publicada em 13 de junho de 2005 por intermédio do decreto estadual nº 1.499-R. 

## Distribuição
A espécie é encontrada nos estados brasileiros de Bahia, Distrito Federal, Espírito Santo, Goiás, Minas Gerais, Paraná, Rio de Janeiro, Rio Grande do Sul, Santa Catarina e São Paulo. 
A espécie é encontrada nos  domínios fitogeográficos de Cerrado e Mata Atlântica, em regiões com vegetação de campos rupestres, cerrado, mata ciliar, floresta estacional decidual, floresta estacional semidecidual, floresta ombrófila pluvial, mata de araucária e vegetação sobre afloramentos rochosos.